# Linia kolejowa 16 Hegyeshalom – Szombathely
Linia kolejowa Hegyeshalom – Szombathely – linia kolejowa na Węgrzech. Jest to linia jednotorowa, z wyjątkiem odcinka Szombathely-Porpác, który jest dwutorowy. Na krótkim docinku jest zelektryfikowana prądem przemiennym 25 kV 50 Hz. Planowana jest elektryfikacja odcinka Csorna – Porpác w latach 2014–2015.